# Калачинская (станция)
Кала́чинская — железнодорожная станция Омского региона Западно-Сибирской железной дороги, расположенная на главном ходу Транссиба в городе Калачинске Омской области.

## История
Открыта в 1896 году одновременно с продлением Великого Сибирского пути на восток от Омска. Названа по близлежащему селу Кала́чики (ныне город Кала́чинск), известному с 1795 года.
Первое здание вокзала было построено к 1900 году и использовалось до 1987 года, когда было введено в эксплуатацию ныне действующее.

## Пассажирское движение
По объёму выполняемой работы вокзал станции Калачинская относится к вокзалам 3 класса.
По состоянию на июнь 2019 год пассажирское движение представлено пригородными поездами, связывающими Калачинскую с соседними узловыми станциями Омск-Пассажирский и Татарская.
Кроме того, на станции имеют остановку некоторые поезда дальнего следования, в частности, фирменный скорый поезд № 087/088 «Иртыш» Омск — Новосибирск.

### Круглогодичное движение поездов
| № поезда         | Маршрут движения            | № поезда         | Маршрут движения              |
| ---------------- | --------------------------- | ---------------- | ----------------------------- |
| 11               | Владивосток — Самара        | 12               | Самара — Владивосток          |
| 13 «Новокузнецк» | -                           | 14 «Новокузнецк» | Санкт-Петербург — Новокузнецк |
| 55 «Енисей»      | Красноярск — Москва         | 56 «Енисей»      | Москва — Красноярск           |
| 59               | Новокузнецк — Кисловодск    | 60               | Кисловодск — Новокузнецк      |
| 67               | Абакан — Москва             | 68               | Москва — Абакан               |
| 87 «Иртыш»       | Новосибирск — Омск          | 88 «Иртыш»       | Омск — Новосибирск            |
| 91               | Северобайкальск — Москва    | 92               | Москва — Северобайкальск      |
| 95               | Барнаул — Москва            | 96               | Москва — Барнаул              |
| 97               | Тында — Кисловодск          | 98               | Кисловодск — Тында            |
| 115              | Томск — Адлер               | 116              | Адлер — Томск                 |
| 117              | Новокузнецк — Москва        | 118              | Москва — Новокузнецк          |
| 125 «Обь»        | Новосибирск — Новый Уренгой | 126 «Обь»        | Новый Уренгой — Новосибирск   |
| 129              | Красноярск — Анапа          | 130              | Анапа — Красноярск            |
| 135              | Барнаул — Москва            | 136              | Москва — Барнаул              |
| 137              | Новокузнецк — Нижневартовск | 138              | Нижневартовск — Новокузнецк   |
| 139              | Барнаул — Адлер             | 140              | Адлер — Барнаул               |
| 147              | Новосибирск — Омск          | 148              | Омск — Новосибирск            |

### Сезонное движение поездов
| № поезда | Маршрут движения        | № поезда | Маршрут движения        |
| -------- | ----------------------- | -------- | ----------------------- |
| 203      | Томск — Анапа           | 204      | Анапа — Томск           |
| 205      | Иркутск — Анапа         | 206      | Анапа — Иркутск         |
| 229      | Северобайкальск — Анапа | 230      | Анапа — Северобайкальск |
| 235      | Тында — Анапа           | 236      | Анапа — Тында           |
| 243      | Новокузнецк — Анапа     | 244      | Анапа — Новокузнецк     |

## Грузовая работа
По объёму выполняемой работы станция отнесена к 4 классу, открыта для грузовой работы по параграфам 1, 3, 5, 9. В западной горловине станции к главному ходу примыкают подъездные пути местных промышленных предприятий, таких как АО «Омский бекон», Калачинский кирпичный завод, Завод крупяных изделий.